# 5 000 mètres masculin aux Jeux olympiques d'été de 1988
Navigation
Los Angeles 1984 Barcelone 1992
L'épreuve du 5 000 mètres masculin aux Jeux olympiques de 1988 s'est déroulée les 28 septembre et 1er octobre 1988 au Stade olympique de Séoul, en Corée du Sud. Elle est remportée par le Kényan John Ngugi.

## Résultats

### Finale
| Rang               | Athlète                | Temps          |
| ------------------ | ---------------------- | -------------- |
| Médaille d'or      | John Ngugi (KEN)       | 13 min 11 s 70 |
| Médaille d'argent  | Dieter Baumann (FRG)   | 13 min 15 s 52 |
| Médaille de bronze | Hansjörg Kunze (GDR)   | 13 min 15 s 73 |
| 4                  | Domingos Castro (POR)  | 13 min 16 s 09 |
| 5                  | Sydney Maree (USA)     | 13 min 23 s 69 |
| 6                  | Jack Buckner (GBR)     | 13 min 23 s 85 |
| 7                  | Stefano Mei (ITA)      | 13 min 26 s 17 |
| 8                  | Evgeni Ignatov (BUL)   | 13 min 26 s 41 |
| 9                  | John Doherty (IRL)     | 13 min 27 s 71 |
| 10                 | Jonny Danielsson (SWE) | 13 min 30 s 44 |
| 11                 | Pascal Thiébaut (FRA)  | 13 min 31 s 99 |
| 12                 | Yobes Ondieki (KEN)    | 13 min 52 s 01 |
| 13                 | Gary Staines (GBR)     | 13 min 55 s 00 |
| 14                 | Paul Arpin (FRA)       | 14 min 13 s 19 |
|                    | José Regalo (POR)      | DNF            |

## Légende
Records et Performances
- AR : Record continental (area record)
- CR : Record des championnats (championship record)
- MR : Record du meeting (meet record)
- NR : Record national (national record)
- OR : Record olympique (olympic record)
- PR : Record paralympique (paralympic record)
- PB : Record personnel (personal best)
- SB : Meilleure performance personnelle de la saison (season's best)
- WL : Meilleure performance mondiale de l'année (world leader)
- WJR : Record du monde junior (world junior record)
- WR : Record du monde (world record)

Circonstances et Conditions
- DNF : N'a pas terminé (did not finish)
- DNS : N'a pas pris le départ (did not start)
- DQ : Disqualification (disqualification)
- NM : Aucun essai valable enregistré (No Mark)
- Q : Qualifié « directement » au prochain tour (ou à la prochaine compétition), lors d'une compétition majeure, grâce au classement ou à la réalisation des minima (automatic qualifier)
- q : Qualifié au prochain tour (ou à la prochaine compétition), lors d'une compétition majeure, grâce au repêchage ou à la réalisation de l'une des meilleures performances parmi celles des « non qualifiés directement » (grâce au meilleur temps ou à la meilleure distance par exemple) (secondary qualifier)